# For Men
For Men Magazine è stato un periodico mensile italiano dedicato al benessere e alla cura del corpo maschile in cui vengono trattati temi come sessualità, salute, alimentazione, hobby, sport e cultura popolare.

## Storia
Fondato nel 2003 e inaugurato ad aprile con il primo numero al prezzo di 1,90 euro, For Men Magazine è diretto da Andrea Biavardi, già direttore di Men's Health ed ha sede a Milano. Viene pubblicato dal gruppo Cairo Communication di Urbano Cairo.
Il 18 gennaio 2024 viene annunciato che Cairo Editore ha deciso di sospendere, a partire dal numero di marzo, la pubblicazione di cinque testate del gruppo tra cui For Men Magazine.

## Calendari

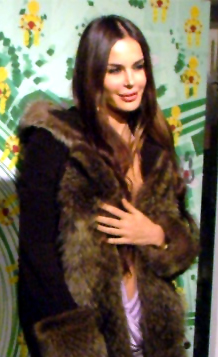
Nina Moric è stata la prima showgirl in assoluto a posare per il calendario For Men.

Sin dalla fondazione, For Men Magazine realizza annualmente un calendario di nudo femminile, che viene generalmente distribuito come supplemento al numero del mese di novembre dell'anno precedente. Con l'edizione 2018 è stato inoltre aperto dalla rivista un profilo sul social network Instagram dedicato al calendario.
Per gli anni 2005, 2006 e 2008 sono state realizzate due versioni del calendario, così come per il 2019, dove oltre all'edizione venduta in aggiunta al numero di novembre dell'anno precedente è stata commercializzata una edizione "Gold", realizzata per i 15 anni del giornale e distribuita come supplemento dell'edizione di dicembre.
| Anno | Calendario di                                                |
| ---- | ------------------------------------------------------------ |
| 2004 | Nina Morić                                                   |
| 2005 | Carolina Marconi – Samantha De Grenet                        |
| 2006 | Magda Gomes – Francesca Lodo                                 |
| 2007 | Antonella Mosetti                                            |
| 2008 | Nina Morić – Keyla Espinoza (due versioni)                   |
| 2009 | Sara Varone- Aline Domingose e Regina Fioresi (due versioni) |
| 2010 | Veridiana Mallmann                                           |
| 2011 | Claudia Galanti                                              |
| 2012 | Cecilia Capriotti                                            |
| 2013 | Cecilia Rodríguez                                            |
| 2014 | Raffaella Fico                                               |
| 2015 | Dayane Mello                                                 |
| 2016 | Mariana Rodríguez                                            |
| 2017 | Raffaella Modugno                                            |
| 2018 | Ria Antōniou                                                 |
| 2019 | Manuela Ferrera – Fabiana Britto (due versioni)              |
| 2020 | Taylor Mega                                                  |
| 2021 | Paola Caruso                                                 |
| 2022 | Maria Luisa Jacobelli                                        |
| 2023 | Delia Duran                                                  |